# Jan-Peter Prasuhn
Jan-Peter Prasuhn (* 1. Januar 1982 in Hannover) ist ein ehemaliger deutscher Basketballspieler.

## Laufbahn
Prasuhn spielte in der Jugend des TSV Grünberg, 1998 wechselte er zum Rhöndorfer TV und setzte dort seine Basketball-Ausbildung fort. Ab 2000 war er Spieler der SG Sechtem in der 2. Basketball-Bundesliga. 2002 stieß der 1,98 Meter große Flügelspieler zum TV Lich, mit dem er in der 2. Bundesliga Süd antrat, die Mannschaft verließ er im Anschluss an die Saison 2002/03, ging wieder zum TSV Grünberg und spielte mit dem TSV in der Regionalliga
Zur Saison 2004/05 ging Prasuhn nach Lich und damit in die 2. Bundesliga zurück. Er blieb bis 2007 bei den Mittelhessen und stand ab der Saison 2007/08 in Diensten des UBC Hannover, mit dem er 2008 Tabellenzweiter der 1. Regionalliga Nord wurde. Die Niedersachsen erhielten die Teilnahmeberechtigung für die 2. Bundesliga ProB, in der Prasuhn mit dem UBC 2008/09 antrat, am Saisonende erlitt er einen Meniskusriss und musste operiert werden. 2009 erwarben die Niedersachsen die Lizenz für die 2. Bundesliga ProA, auch in der zweithöchsten deutschen Spielklasse war er in der Saison 2009/10 Mannschaftsmitglied der Hannoveraner.
In der Saison 2010/11 spielte Prasuhn für den USC Heidelberg, ebenfalls in der 2. Bundesliga ProA, dem Verein hatte er sich nach dem fünften Spieltag angeschlossen. 2011 ging er zum UBC Hannover zurück, der inzwischen wieder Teilnehmer der 2. Bundesliga ProB war. Er blieb bis zum Rückzug der Mannschaft im Jahr 2014 beim UBC. Zum Abschluss seiner Laufbahn im leistungsbezogenen Basketball verstärkte Prasuhn im Spieljahr 2014/15 die Mannschaft Hannover Korbjäger in der 1. Regionalliga. Beruflich verschlug es Prasuhn ins Immobiliengeschäft.